# Ödön Tömösváry

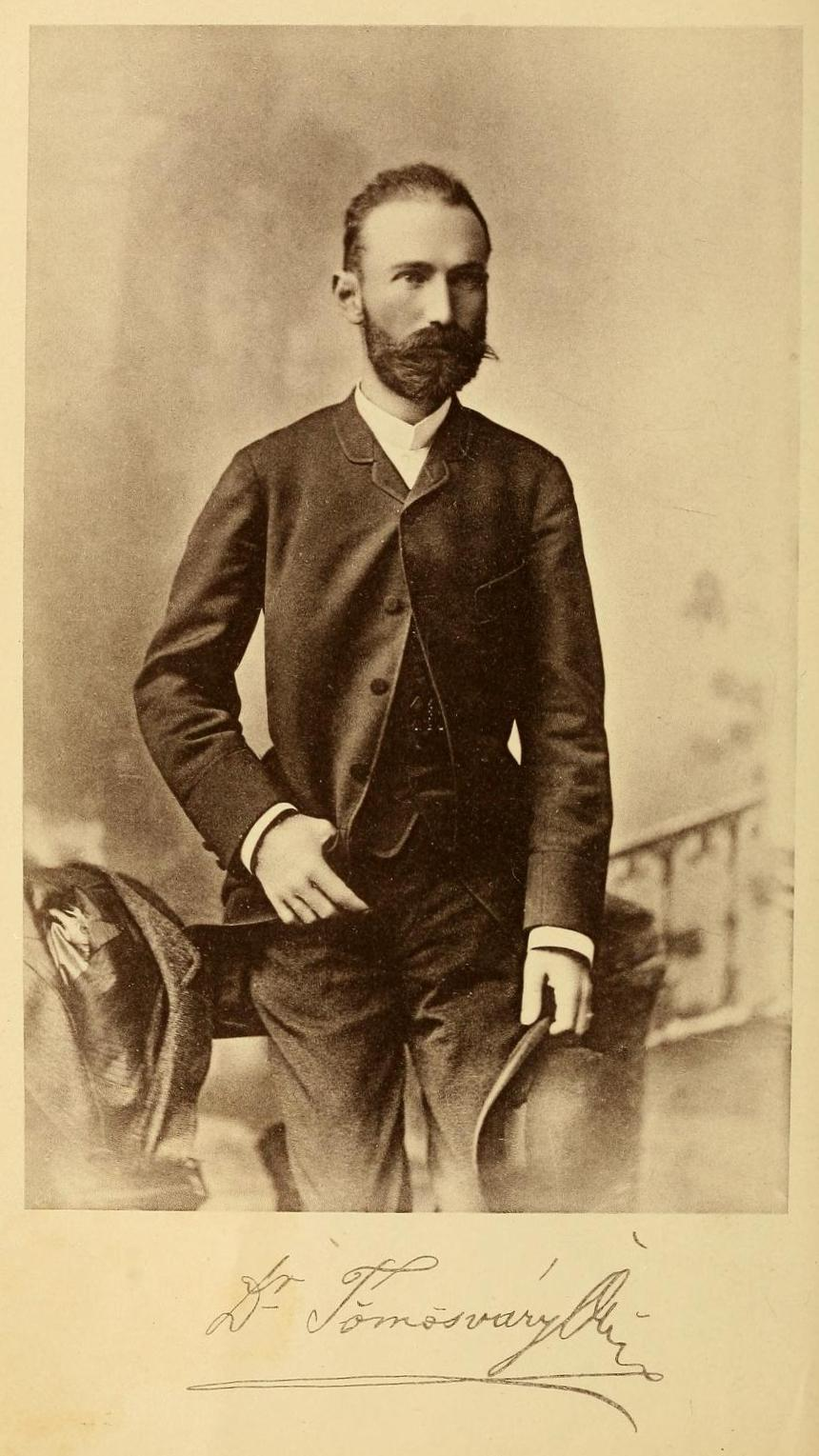
Ödön Tömösváry

Ödön Tömösváry (Edmund Tömösváry, ur. 12 października 1852 w Magyaró, zm. 25 sierpnia 1884 w Dévie) – węgierski przyrodnik, zoolog, myriapodolog. W 1883 roku opisał narząd zmysłowy u wijów z gromad Chilopoda, Diplopoda i Pauropoda, określany dziś jako narząd Tömösváry’ego. Autor 57 prac naukowych, opisał dwa nowe rodzaje i 32 nowe gatunki wijów.

## Życiorys
Tömösváry urodził się w biednej rodzinie w Magyaró – dziś Aluniş, w okręgu Marusza w Rumunii. Uczęszczał do gimnazjum w Koloszwarze a po jego ukończeniu rozpoczął studia na Uniwersytecie w Selmecbánya. Jego dalsza nauka i kariera naukowa umożliwione były dzięki wsparciu Ottóna Hermana, kuratora Węgierskiego Muzeum Narodowego, etnografa, historyka i polityka, wspierającego młodych studentów, a także Gézy Horvátha, kuratora kolekcji przyrodniczej muzeum, i Gézy Entza, profesora zoologii na Uniwersytecie w Budapeszcie. Studia ukończył w Budapeszcie, tam przedstawił swoją dysertację doktorską dotyczącą anatomii narządu oddechowego Scutigera coleoptera.
Mimo wsparcia Hermana nie otrzymał posady kuratora w Muzeum Narodowym, podjął więc pracę jako nauczyciel. Został konsultantem krajowym w dziedzinie zwalczania filokser. Dodatkowo, wyjechał w okolicę dolnego Dunaju, z zadaniem rozwiązania problemu plagi meszek. Wtedy zachorował na gruźlicę. Na rok przed śmiercią z powodu tej choroby, gdy nie był już w stanie pracować jako zoolog, znowu podjął pracę jako nauczyciel, tym razem w Koszycach (obecnie na Słowacji). Tam zaręczył się z młodą kobietą, ale zmarł zanim doszło do ślubu, 25 sierpnia 1884 roku w miejscowości Déva.

## Dorobek naukowy
Na przestrzeni sześciu lat swojej pracy naukowej Tömösváry napisał 57 prac (jedna opublikowana pośmiertnie). 24 z nich dotyczyły wijów, 4 pajęczaków, 4 owadów bezskrzydłych, 3 herpetologii. 22 prace poruszały inne tematy, były to głównie prace entomologiczne.
Tömösváry był przede wszystkim myriapodologiem. Poza opisaniem nowych gatunków wijów jako pierwszy zaobserwował wędrówki pewnych gatunków tych zwierząt. Większość kolekcji Tömösváry’ego uległa zniszczeniu lub zagubieniu; jedynie dziewięć z trzydziestu dwu holotypowych okazów nowych gatunków opisanych przez niego znajduje się w kolekcji Węgierskiego Muzeum Historii Naturalnej.
| Gatunek                                        | Status                                                                                               | Miejsce znalezienia holotypu            |
| ---------------------------------------------- | --- | --------------------------------------- |
| Glomeris albicans Tömösváry, 1879              | nomen dubium                                                                                         | Rogoszel, Rumunia                       |
| Glomeris simplex Tömösváry, 1880               | nomen dubium =?Glomeris tyrolensis Latzel, 1884                                                      | Trányis, Rumunia                        |
| Trachysphaera transylvanica Tömösváry, 1880    | nomen dubium =Gervaisia costata Waga var. acutula Latzel =Trachysphaera acutula (Latzel, 1884)       | Jaskinia Oncsásza, okręg Bihor, Rumunia |
| Sphaeropoeus falcicornis Tömösváry, 1885       | nomen mutatum =Castanotherium falcicorne (Tömösváry, 1885)                                           | Matang, Borneo                          |
| Sphaeropoeus granulatus Tömösváry, 1885        | nomen mutatum =Castanotherium granulatum (Tömösváry, 1885)                                           | Matang, Borneo                          |
| Siphonophora quadrituberculata Tömösváry, 1885 | nomen mutatum =Pseudodesmus quadrituberculatus (Tömösváry, 1885)                                     | Matang i Sarawak, Borneo                |
| Spirobolus erythropus Tömösváry, 1885          | nomen dubium =Trigoniulus erythropus (Tömösváry, 1885)                                               | Matang i Sarawak, Borneo                |
| Spirobolus ater Tömösváry, 1885                | nomen legitimum                                                                                      | Matang, Borneo                          |
| Spirobolus rufo-marginatus Tömösváry, 1885     | =Sculptulistreptus rufomarginatus (Tömösváry, 1885)                                                  | Sarawak, Borneo                         |
| Oxyurus rosulans Tömösváry, 1885               | nomen dubium =?Leptodesmus rosulans (Tömösváry, 1885)                                                | Nangasaki, Japonia                      |
| Lithobius bicolor Tömösváry, 1879              | nomen dubium = L. muticus C. Koch, 1847                                                              | Déés, Oroszmezõ                         |
| Lithobius dadayi Tömösváry, 1880               | nomen dubium =L. mutabilis L. Koch, 1862                                                             | Transylwania                            |
| Lithobius dubius Tömösváry, 1880               | nomen dubium                                                                                         | Węgry                                   |
| Mecistocephalus hungaricus Tömösváry, 1880     | nomen dubium =Dicellophilus carniolensis C.L. Koch, 1847                                             | Wschodnie Węgry                         |
| Geophilus paradoxus Tömösváry, 1880            | nomen dubium =Geophilus ferrugineus C. Koch = Pachymerium ferrugineum (C. Koch, 1835)                | Wschodnie Węgry                         |
| Orya xanti Tömösváry, 1885                     | nomen dubium =Orphnaeus brevilabiatus (Newport, 1845)                                                |                                         |
| Mecistocephalus sulcicollis Tömösváry, 1885    | nomen dubium =Mecistocephalus punctifrons Newport, 1842 var. sulcicollis Tömösváry, 1885             |                                         |
| Anodontastoma octosulcatum (Tömösváry, 1882)   | nomen dubium Edentistoma octosulcatum (Tömösváry, 1882)= Arrhabdotus octosulcatus (Tömösváry, 1882)  | Matang, Borneo                          |
| Scolopocryptops geophilicornis Tömösváry, 1885 | nomen dubium = Otocryptops melanostomus (Newport, 1845) = Scolopocryptops melanostomus Newport, 1845 | Jawa                                    |
| Heterostoma albidum Tömösváry, 1865            | nomen dubium =Ethmostigmus albidus (Tömösváry, 1865)                                                 | Singapur                                |
| Heterostoma bisulcatum Tömösváry, 1885         | nomen dubium =Ethmostigmus bisulcatus (Tömösváry, 1865)                                              | Matang, Borneo                          |
| Branchiostoma subspinosum Tömösváry, 1885      | nomen dubium =Rhysida nuda immarginata (Porat, 1876) = Rhysida immarginata (Porat, 1876)             | Matang, Borneo                          |
| Branchiostoma punctiventre Tömösváry, 1885     | nomen dubium =Otostigmus punctiventer (Tömösváry, 1885)                                              | Matang i Sarawak, Borneo                |
| Branchiotrema nitidulum Tömösváry, 1885        | nomen dubium =Otostigmus spinosus Porat, 1876                                                        | Matang, Borneo                          |
| Branchiotrema longicorne Tömösváry, 1885       | nomen dubium =Ototstigmus longicornis (Tömösváry, 1885)                                              | Matang, Borneo                          |
| Scolopendra flavicornis Tömösváry, 1885        | nomen dubium = Scolopendra subspinipes subspinipes Leach, 1815                                       | Matang, Borneo                          |
| Scolopendra varii-spinosa Tömösváry, 1885      | nomen dubium =Scolopendra subspinipes subspinipes Leach, 1815                                        | Sarawak, Borneo                         |
| Scolopendra aurantipes Tömösváry, 1885         | nomen dubium =Scolopendra subspinipes subspinipes Leach, 1815                                        | Sarawak, Borneo                         |
| Scolopendra nudipes Tömösváry, 1885            | nomen dubium                                                                                         | Singapur                                |
| Trachypauropus glomerioides Tömösváry, 1882    | nomen legitimum                                                                                      | Déva                                    |
| Trachypauropus margaritaceus Tömösváry, 1883   | nomen incertae sedis                                                                                 | Pele, Szilágy                           |
| Scolopendrella anacantha Tömösváry, 1883       | nomen dubium                                                                                         |                                         |

## Lista prac
- A százlábúak vándorlásához. „Természettudományi Közlöny”. 10, s. 365-366, 1878.
- Néhány hazánkban előforduló Myriopodáról. „Orvos-Természettudományi Értesítő, Kolozsvár”. 3, s. 22-25, 1878.
- Adatok a hazánkban előforduló Myriopodákhoz (Beitrag zur Kenntniss der Myriopoden Ungarns). „Természetrajzi Füzetek”. 3, s. 152-156, 186-187, 1879.
- A Vipera Ammodytes előfordulásáról hazánkban. Orvos-Természettudományi Értesítő II. Természettudományi Szak 4, ss. 8-11, 1879
- Adatok a hazánkban előforduló Myriopodákhoz, II. „Természetrajzi Füzetek”. 3, s. 244-249, 1879.
- Hazánk erdélyi részében talált Glomeris fajok. „Orvos-Természettudományi Értesítő, Kolozsvár”. 5, s. 29-34, 1880.
- A Heterostomeák stigmája. „Orvos-Természettudományi Értesítő, Kolozsvár”. 5, s. 169-174, 1880.
- Beitrag zur Kenntniss der Myriopoden Ungarns. I. Die Chilopoden. „Zoologsiche Anzeiger”. 3, s. 617-619, 1880.
- A Scutigera coleoptrata légzőszervéről. Kolozsvár: 1881. Brak numerów stron w książce
- A Myriopodák osztályának egy új alakja Borneo szigetéről. „Természetrajzi Füzetek”. 5, s. 229-230, 1882.
- Világító százlábúak. „Természettudományi Közlöny”. 14, s. 23-24, 1882.
- A hazánkban előforduló Heterognathák. „Mathematikai és Természettudományi Közlemények”. 18, s. 351-365, 1882.
- A commensalismus egy érdekes esete. „Orvos-Természettudományi Értesítő”. 7, s. 160-161, 1882.
- A Myriopodák osztályának egy új alakja Borneo szigetéről. „Természetrajzi Füzetek”. 6, s. 162-163, 1882.
- Eine neue Krankheit der Weinrebe in Siebenbürgen, 1882
- A Heterognathák egy új alakja hazánkban. „Természetrajzi Füzetek”. 7, s. 39-40, 1883.
- A Scutigera-félék légzőszervéről. „Mathematikai és Természettudományi Értesítő”. 1, s. 145-150, 1883.
- Über das Respirationsorgan der Scutigeriden. „Mathematische und Naturwissenschaftliche Berichte aus Ungarn”. 1, s. 175-180, 1883.
- Sajátságos érző készülékek a százlábúaknál. „Természettudományi Közlöny”. 15, s. 268-270, 1883.
- Eigentümliche Sinnesorgane der Myriopoden. „Mathematische und Naturwissenschaftliche Berichte aus Ungarn”. 1, s. 324-326, 1883.
- Adatok a Scolopendrellák ismeretéhez. „Orvos-Természettudományi Értesítő, Kolozsvár”. 8, s. 1-8, 1883.
- A Geophilus-félék fonómirigyeinek szerkezete. „Mathematikai és Természettudományi Értesítő”. 2, s. 84-89, 1883.
- Über den Bau der Spinndrüsen der Geophiliden. „Mathematische undnaturwissenschaftliche Mittheilungen aus Ungarn”. 2, s. 441-447, 1883.
- Kegyetlen anyák. „Rovartani Lapok”. 1, s. 102-103, 1884.
- "Elektromos" világításnál verekedo százlábúak. „Rovartani Lapok”. 1, s. 171-172, 1884.
- Myriopoda a Joanne Xantus in Asia Orientali collecta. „Természetrajzi Füzetek”. 9, s. 63-72, 1885.
- Egy tömegesen tenyenzö lëgyíaj az Alsó-Duna meilékéröl (Thalassomya congregata). Budapest, 1884
- A kolumbácsi légy. Budapest, 1884
- Die Kolumbaczer Mücke. 1885